# Norbert Wesseler
Norbert Wesseler (* 1959 in Vreden) ist ein deutscher Verwaltungsjurist und war Polizeipräsident von Düsseldorf. Er trat im Februar 2014 die Nachfolge von Herbert Schenkelberg an. 

## Leben
Nach dem Studium der Rechtswissenschaften in Münster, Speyer und Dublin trat er 1989 in den Dienst der Bezirksregierung Düsseldorf. Nach dem Wechsel ins Innenministerium Nordrhein-Westfalen im Jahr 1992 war er dort in verschiedenen Verwendungen tätig, bevor er im Januar 2012 Polizeipräsident von Dortmund wurde. Im Februar 2014 wechselte er als Polizeipräsident nach Düsseldorf. Ende Januar 2023 trat er als Behördenleiter in den Ruhestand.
In seiner Heimatstadt Vreden trat er mehrfach – jedoch erfolglos – als Bürgermeisterkandidat für die SPD an. Im SPD Unterbezirk Borken ist er Vorsitzender der Schiedskommission.